# Jean-Louis Pellapra
Jean Louis Pellapra, né le 11 janvier 1739 à Montélimar (Drôme), mort le 25 mars 1808 à Montélimar (Drôme), est un général de division de la Révolution française.

## Biographie

### Origines et famille
Jean Louis Pellapra naît et est baptisé le 11 janvier 1739 à Montélimar. Il est le fils de Jean Louis Pellapra, avocat, et de son épouse, Françoise Delolle. 
Il se marie à Montélimar le 24 septembre 1782 avec Jeanne-Marie Franjon. 

### États de service
Il entre en service à l'âge de quinze ans, le 28 avril 1754, comme soldat au régiment de Champagne, et il participe à la Guerre de Sept Ans de 1757 à 1761 en Allemagne. Le 28 avril 1767, il passe au régiment de Bourgogne, et il est envoyé en Corse. Il est nommé sous-lieutenant de grenadier le 5 mars 1769, et il est blessé le 9 mai 1769, à la bataille de Ponte-Novo. Lieutenant le 6 avril 1772, il est nommé capitaine en second le 28 août 1780. Il est fait chevalier de Saint-Louis le 21 décembre 1788. Il sert de 1792 à 1795, à l’armée des Alpes. 
Lieutenant-colonel le 11 juin 1793 au 59e régiment d’infanterie, il est blessé près d’Avignon le 24 juillet 1793. Il devient chef de brigade le 21 août 1793, et il est promu général de brigade le 23 septembre 1793, à l’armée d’Italie. Elevé au grade de général de division le 7 octobre suivant, il rejoint l’armée des Alpes le 23 décembre 1793, pour en prendre le commandement temporaire jusqu’au 20 janvier 1794. Le 21 janvier il prend le commandement de la 4e division de cette armée, et le 14 juin 1795, il rejoint l’armée d’Italie sous les ordres du général Kellermann. Il est réformé le 18 mars 1797.
Du 7 septembre 1799 au 22 décembre 1799, il commande la 7e division militaire. Il est admis à la retraite le 27 avril 1801.
Il meurt le 25 mars 1808 à Montélimar.

## Décorations
- Chevalier de Saint-Louis le 21 décembre 1788.
- Chevalier de la Légion d'honneur, décret du 29 mars 1805[4]

## Sources
- (en) « Generals Who Served in the French Army during the Period 1789 - 1814: Eberle to Exelmans »
- Thierry Pouliquen, « Les généraux français et étrangers ayant servis [sic] dans la Grande Armée » (consulté le 11 septembre 2014)
- Jean Louis Pellapra  sur roglo.eu
- (pl) « Napoléon.org.pl »
- Dictionnaire Biographique de la Drome, Slatkine, p. 224.
- Justin Brun-Durand, Dictionnaire biographique et biblio-iconographique de la Drôme : contenant des notices sur toutes les personnes de ce département qui se sont fait remarquer par leurs actions ou leurs travaux, avec l'indication de leurs ouvrages et de leurs portraits, Tome 2 - H à Z, Grenoble, Librairie dauphinoise, 1901, 490 pages, pp.224-225 (Lire en ligne)